# Mariusz Boruta
Mariusz Boruta (ur. ok. 1971) – polski karateka w stylu kyokushin.

## Kariera
Urodził się około 1971. Treningi karate podjął około 1987 w Przemyślu. W tym mieście uczęszczał do Zespołu Szkół Mechanicznych.
Potem trafił do Sanoka. Został zawodnikiem Sanockiego Klubu Karate. Startował w wadze 75 kg. W 2000 uzyskał 1 dan.
Równolegle z treningami karate w latach 90. był bramkarzem piłkarskim. Występował w klubach z miejscowości Głębokie, Bażanówka (z drużyną Orła występował w IV lidze), Strachocina. W tym czasie był zatrudniony w Zootechnicznym Zakładze Doświadczalnym w Odrzechowej na stanowisku instruktora jazdy konnej.

## Osiągnięcia
- Złoty medal mistrzostw Polski: 1998[3]
- Srebrny medal mistrzostw Polski: 1997[3]
- Pierwsze miejsce w Pucharze Polski: 1998[3]
- Złoty medal mistrzostw Makroregionu: 1997, 1998, 2007[3]
- Brązowy medal mistrzostw Polski juniorów: 1992[3]
- Nagroda Miasta Sanoka za rok 1998 w dziedzinie sportu i turystyki[2]